# Her Terrible Ordeal
Her Terrible Ordeal è un cortometraggio muto del 1910 scritto e diretto da David W. Griffith.

## Trama
La segretaria di un uomo d'affari viene chiusa in una camera di sicurezza da un rapinatore improvvisato. Il suo innamorato (il figlio del suo capo) si rende conto di quello che è successo, ma non riesce ad aprire la porta blindata e cerca di rintracciare il padre, che è appena partito per un viaggio d'affari.

## Produzione
Il film fu prodotto dalla Biograph Company. Venne girato a Fort Lee, nel New Jersey.

## Distribuzione
Il copyright del film, richiesto dalla Biograph Co., fu registrato il 13 gennaio 1910 con il numero J137169. Distribuito dalla Biograph Company, il film - un cortometraggio in una bobina - uscì nelle sale cinematografiche statunitensi il 10 gennaio 1910.
È stato inserito in un DVD NTSC distribuito nel 2007 dalla Grapevine contenente un'antologia di cortometraggi di Griffith dal titolo D.W. Griffith, Director - Volume 5 (1909-1910) per un totale di 112 minuti.